# Stanford Synchrotron Radiation Lightsource
Le Stanford Synchrotron Radiation Lightsource (SSRL, précédemment Stanford Synchrotron Radiation Laboratory), division du Laboratoire de l'Accélérateur National SLAC, est un laboratoire de physique dépendant du Département de l'Énergie des États-Unis et géré par l'Université Stanford.
SSRL est un site national qui produit un rayonnement synchrotron. Environ 2000 chercheurs académiques et industriels travaillent sur le site sur des domaines variés comme la conception de médicaments, l'environnement, l'électronique et l'imagerie par rayons X. il est situé dans le comté de San Mateo, en dehors de la ville de Menlo Park, à côté du campus principal de l'université Stanford.

## Historique
En 1972, la première ligne de faisceau de rayons X a été construite par Ingolf Lindau et Piero Pianetta comme un « trou dans le mur » sortant de l’anneau de stockage SPEAR. SPEAR avait été construit à l’époque des collisionneurs de particules, où les physiciens étaient plus intéressés à briser les particules dans l’espoir de découvrir de l’antimatière qu’à utiliser les rayons X pour la physique et la chimie de l’état solide. C’est à partir de ces maigres débuts qu’a vu le jour le Stanford Synchrotron Radiation Project (SSRP). En peu de temps, le SSRP disposa de cinq "cabanes" expérimentales qui utilisaient chacun le rayonnement provenant d’un seul des grands aimants dipolaires (de déflexion) de SPEAR. Chacune de ces stations était équipée d’un monochromateur pour sélectionner le rayonnement d’intérêt, et les expérimentateurs apportaient leurs échantillons et leurs stations finales du monde entier pour étudier les effets uniques obtenus uniquement par le rayonnement synchrotron.
L’accélérateur linéaire SLAC de 2 miles était la source originale d’électrons de 3 GeV, mais en 1991, SPEAR a eu son propre linac à 3 sections et son anneau booster. Aujourd’hui, l’anneau de stockage SPEAR est entièrement dédié au Stanford Synchrotron Radiation Lightsource dans le cadre de l’installation SLAC National Accelerator Laboratory. Le SSRL fonctionne actuellement 24 heures sur 24 et 7 jours sur 7 pendant environ neuf mois par an ; le temps restant est utilisé pour des travaux de maintenance majeurs et des mises à niveau où un accès direct à l’anneau de stockage est nécessaire. Il y a actuellement 17 lignes de faisceau et plus de 30 stations expérimentales uniques qui sont mises à la disposition des utilisateurs des universités, des laboratoires gouvernementaux et de l’industrie du monde entier.